# Martin Ruland el Viejo
Martin Ruland el Viejo (1532, Frisinga-3 de febrero de 1602), también conocido como Martinus Rulandus o Martin Rulandt, fue un médico y alquimista alemán. Fue seguidor del médico Paracelso.
Su hijo, Martin Ruland el Joven (1569-1611), también se convirtió en un renombrado médico y alquimista.
Presumiblemente, el mayor de los dos publicó las "Centuries" de curas tituladas "Curationum empiricarum et historicarum Centuria" en 10 volúmenes desde 1578 hasta 1596 en Basilea.